# Jean Cipollina
Giovanni Battista Liberio Angelo „Jean“ Cipollina (* 20. Juni 1903 in Genua; † 3. Mai 1981 ebenda) war ein italienischer Ruderer.

## Werdegang
Jean Cipollina nahm an den Olympischen Sommerspielen 1924 in Paris teil. Zusammen mit Renato Berninzone, Marcello Casanova, Gastone Cerato und Massimo Ballestrero belegte er den vierten Platz in der Vierer mit Steuermann-Regatta. Zwei Jahre später gewannen Cipollina und Ballestrero bei den Europameisterschaften in Luzern im Zweier ohne Steuermann die Silbermedaille.